# Su Nuraxi di Barumini

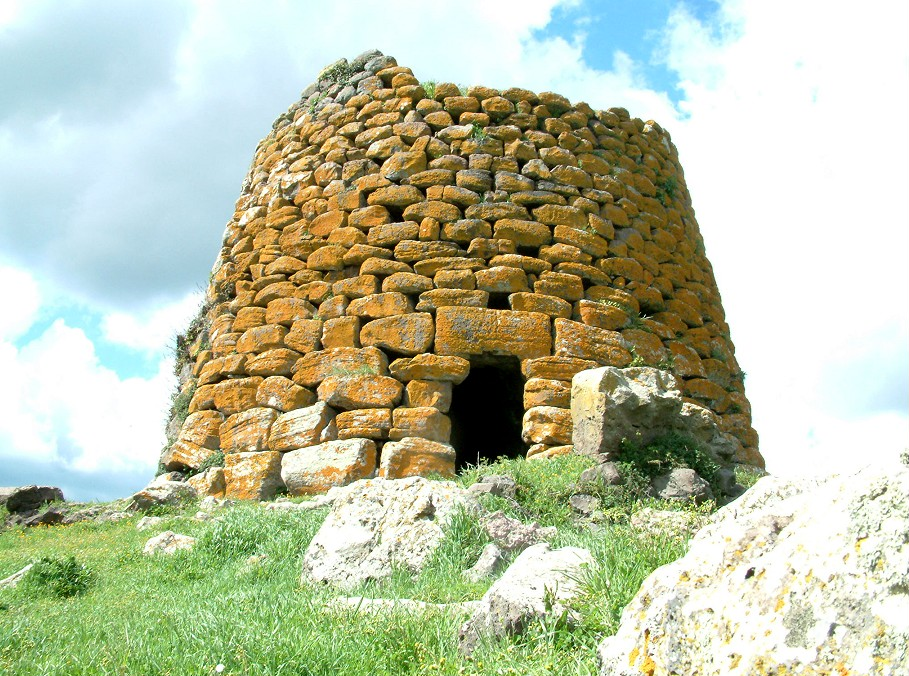
Nurágh

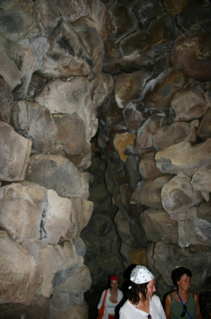
Küklopikus falazás – kötőanyag nélkül egymásra rakott kősorok, ahol a kövek súlya tartja össze a falakat

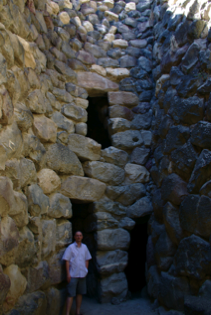
Su Nuraxi központi toronyának belseje (a férfi 1,80 méter magas)

Su Nuraxi a legnagyobb és legalaposabban tanulmányozott nurágh-komplexum (nuraghe) Baruminiben, Szardínia szigetén. A nurághok Szardínia bronzkori és vaskori népeinek kr.e. 1500-500 között készült, kötőanyag nélkül egymásra rakott kősorokból álló, ún. küklopikus falazással készült, csonka kúp alakú, zömök torony formájú építményei. A szigeten körülbelül 7000 nurágh maradt fenn; ezek általában egy-egy kisebb területi egységhez tartoztak és annak védelmét látták el. A bonyolultabb szerkezetű nurághok valóságos várak, ahol a központi részt saroktornyok és vaskos sáncok védik; a több szinten elhelyezkedő helyiségekbe belső lépcsőkön lehet eljutni. A mediterrán térség középső részén, a nurágh-civilizáció képviselte a megalitikus hagyományt. A Baruminihez tartozó Su Nuraxi egy eltűnt nép legjelentősebb alkotása, 1997 óta az UNESCO kulturális világörökség része.

## Fekvése
Su Nuraxi Szardínia északnyugati részén, a Cagliaritól 60 kilométerre fekvő Giara di Gesturi fennsík szélén, Baruminitől 1 km-re található.

## Leírása
A környék lakói  kr. e. 1500 körül nagy bazalttömbökből egyszerű tornyot emeltek, amelyben egymás fölött három helyiség volt. A kr. e. 9-8. században a torony köré bástyákat építettek, ezekhez 4 (a négy égtáj felé tájolt) kétszintes, eredetileg 18 méter (ma 9 méter) magas torony tartozott. E központi erőd-nurágh keleti oldalán egy falu alakult ki. A falu magját egymás közvetlen közelébe épült, szalmatetős kerek kis kőházak alkották, amelyek alacsony fallal lezárt közös udvarokra nyíltak. A falu legérdekesebb háza szintén kör alakú, és majdnem 40 négyzetméteres. Belső terében padka húzódik az egyik falszakasz mentén, amelyből fülkék nyílnak. A fülkékben egy nurágh-torony alakú hosszúkás követ, kőtálat és vályút találtak, amely arra utal hogy a helyiség közösségi célokat szolgálhatott. A fennsíkon összesen 50 őrtoronyszerű nurágh áll; építőanyaguk trachit vagy bazalt, ritkábban mészkő és gránit volt. A tudósok úgy gondolják, hogy a barumini erőd egy komplex védelmi rendszer központja és a rendszer irányítójának rezidenciája lehetett. Két évszázaddal később az erődöt további falakkal és tornyokkal egészítették ki, de ez az épületrendszer sem tudta megállítani a karthágóiakat, akik kr. e. 4. század közepén elfoglalták és részben lerombolták Su Nuraxit. A karthágói hódítás után ellipszis alakú házak is megjelentek, majd végül más jellegű pun-római lakóházak épültek. A település használatban maradt egészen a római köztársaság koráig, amikor a központi nurágh bejárati részét és udvarát temetővé alakították át.

## Feltárása
1949-ben egy erősen csapadékos időszak után, a domb alól kibukkant egy nurágh jellegű építmény – csupán  egy kis nyílás látszott a kövek között; az „ablakot” számos legenda övezte. 1950-től Giovanni Lilliu professzor vezetésével kezdődtek meg az ásatások.

### A nurágh-civilizáció: bizonyosságok és találgatások
Általánosan elfogadott álláspont, hogy a sziget társadalmát sok törzs alkotta (mindegyik élén törzsfő állt), amelyek fennállásuk ezer éve alatt soha nem egységesültek sem politikailag, sem katonailag. Így könnyű prédái voltak a külső támadóknak. Kr. e. 535-től kezdve a karthágóiak lerombolták a nurágh-civilizáció erődjeit, felgyújtották a falvakat, szétdúlták a templomokat. A helyiek elkeseredett ellenállást tanúsítottak, de végül alulmaradtak, és teljesen eltűntek a föld  színéről. Megalitikus építészetükön külső – égei-tengeri, villanovai és etruszk – hatások is megjelennek, de a helyi kultúra mindvégig megtartotta jellegzetes egyedi vonásait. A nurághok egy elpusztított nép szimbólumai.
Az ásatások során talált fém használati tárgyak és munkaeszközök (bronzból készített lapos szekercék, bárdok, kétélű fejszék, kőtörők), valamint harcosokat, állatokat, hajókat ábrázoló bronzszobrocskák, fejlett  kézműiparra; a hajómotívum, valamint a nurághok álboltozatos, tholosz jellegű helyiségei a Peloponnészoszi-félsziget lakóival folytatott kereskedelmi kapcsolatra utalnak.
A tudósok véleménye megoszlik a nurághok védelmi funkcióját illetően. Massimo Pittau professzor cáfolta hogy katonai célból épültek volna. Szerinte inkább vallási épületek lehettek: az egyszerűbbek egy-egy klán kápolnái voltak, a bonyolultabb elrendezésűek pedig törzsi nyilvános szentélyek. További elméletek szerint a nurághok teraszait nem őrhelyként használták, hanem napmegfigyelő helyként működtek, illetve ott fejtették le a holttestek húsát, mielőtt csontjaikat elhelyezték a közös „óriássírokban”. Az a hipotézis is felmerült, hogy a nurágh-civilizáció korabeli Szardínia lehetett a mitikus Atlantisz.

## Külső hivatkozások
- A Nuraghék földjén (magyarul)
- Photo Gallery Nuraghe Su Nuraxi (olaszul)
- Il Port@le Sardo (olaszul)
- Emma Blake. Constructing a Nuragic locale. The spatial relationship between tombs and towers in Bronze Age Sardinia. In: American journal of archaeology, 105, Nr. 2, Boston 2001, S. 145–162 (PDF-Datei; 4,35 MB) (angolul)
- www.1xSardinien.de – Fotogalerie Su Nuraxi (németül)